# Wolfgar de Wurzbourg
Wolfgar appelé également Wolfger (809-novembre 831) est évêque de Wurtzbourg de 809 à 831.
En tant qu'évêque de Würzbourg, Wolfgar fait partie en 812 d'une commission commandée par l'empereur pour arbitrer un différend entre l'abbé et les moines de l'abbaye de Fulda. Il est en outre archevêque de Mayence Richulf, évêque de Worms et d'évêque d'Augsbourg. Peut-être cette médiation contribue-t-elle à l'apaisement des relations entre le monastère et Wurtzbourg. En 815 après comparaison entre Fulda et Wurtzbourg, de nombreux villages de l'actuel district de Basse-Franconie doivent payer leur dîme à Fulda. D'autres demandes de la part de Fuldas sont rejetées.
Au niveau national, Wolfgar n'est qu'en apparence au service de Louis le Pieux.

## Sources
- (de) Peter Kolb, Ernst-Günther Krenig (Hrsg.): Unterfränkische Geschichte. Tome 1 : Von der germanischen Landnahme bis zum hohen Mittelalter. Echter, Wurtzbourg, 1989,  (ISBN 3-429-01263-5), p. 162–163.
- (de) Wolfger, In: Lorenz Fries: Chronik der Bischöfe von Würzburg, Pergamenthandschrift für Julius Echter, 1574–1582, online sur uni-wuerzburg.de.